# العمل في الإسلام
يعظم الإسلام من شأن العمل فعلى قدر عمل الإنسان يكون جزاؤه، فقال الله تعالى في القران الكريم (من عمل صالحا من ذكر أو أنثى وهو مؤمن فلنحيينه حياة طيبة ولنجزيهم أجرهم بأحسن ما كانوا يعملون)، فالأنبياء الذين هم أفضل خلق الله قد عملوا٬ فقد عمل ادم بالزراعة، وداود بالحدادة، وعيسى بالصباغة، ومحمد برعي الغنم والتجارة، فلا يجوز للمسلم تَرْكُ العمل بأسم التفرغ للعبادة أو التوكل على الله، ولو عمل في أقل الأعمال فهو خير من ان يسأل الناس فقال النبى صلى الله عليه وسلم (لأن يأخذ أحدكم حبله، ثم يغدوا إلى الجبل فيتحطب، فيبيع فيأكل ويتصدق، خير له من أن يسأل الناس)

## حقوق العمال في الإسلام

### مناسبة الأجر للعامل
فمن حق العامل الاجر المناسب لقدراته ومواهبه. فيقول الله تعالى (ولا تبخسوا الناس أشيائهم)،أي لا تنقصوا أموالهم، كما يحذر الله من سوء العاقبة إذا لم يتناسب الاجر مع العمل كما في قوله تعالى (ويل للمطففين، الذين إذا أكتالوا على الناس يستوفون وإذا كالوهم أو وزنوهم يخسرون) ومعنى المطفف هو المقلل حق صاحب الحق وأصل الكلمة من الطفيف أي القليل

### سرعة دفع الأجر
فالإسلام يقرر سرعة دفع الأجر للعامل بعد الانتهاء من عمله مباشرة لقول الرسول صلى الله عليه وسلم (أعطوا الأجير حقه، قبل أن يجف عرقه)، ويروي البخاري أن النبي صلى الله عليه وسلم قال (قال الله تعالى: ثلاثة أنا خصمهم يوم القيامة: رجل أعطى بي ثم غدر، ورجل باع حرا فأكل ثمنه، ورجل استأجر أجيرا فاستوفى منه ولم يعطه أجره)